# Cile ai Giochi della XXXI Olimpiade
Il Cile ha partecipato ai Giochi della XXXI Olimpiade, che si sono svolti a Rio de Janeiro, Brasile, dal 5 al 21 agosto 2016, con una delegazione di 42 atleti impegnati in 16 discipline. Portabandiera alla cerimonia di apertura è stata la maratoneta Érika Olivera, alla sua quinta Olimpiade.
Si è trattato della ventitreesima partecipazione di questo paese ai Giochi estivi. Non sono state conquistate medaglie.